# Saint-Simon (Nouveau-Brunswick)
Pour les articles homonymes, voir Saint-Simon.
Saint-Simon est un district de services locaux canadien situé dans la région de la Péninsule acadienne et le comté de Gloucester, au nord-est du Nouveau-Brunswick. Le nom légal du DSL est St-Simon en français et St. Simon en anglais. Dans le cadre de la réforme de la gouvernance locale du 1er janvier 2023, le DSL a été annexé à la ville de Caraquet.
Le village est Sud-est de Caraquet, à l'embouchure de la rivière éponyme dans la baie Saint-Simon. La population vit principalement de la transformation du poisson et des fruits de mer.

## Géographie

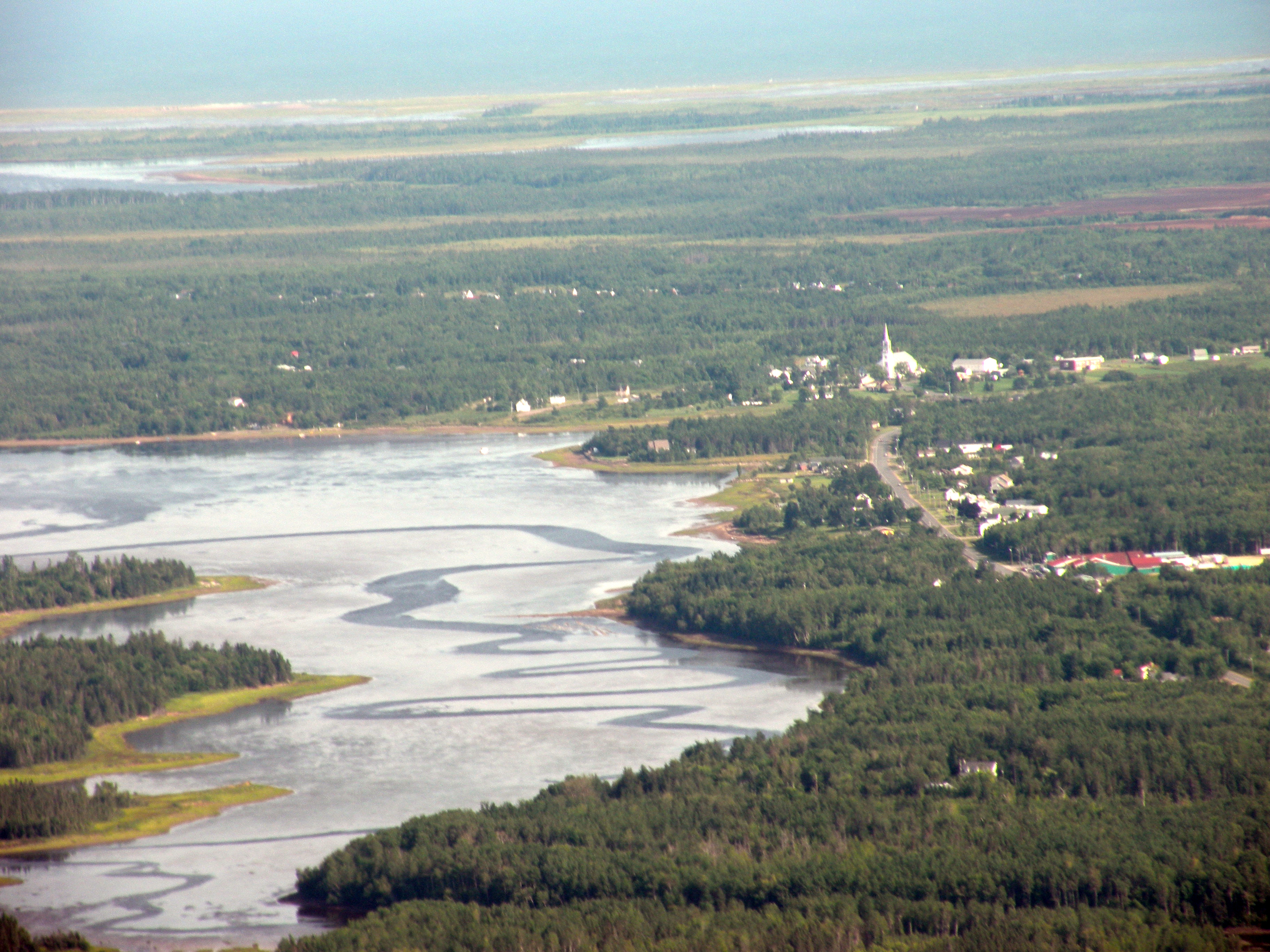
Vue aérienne de Saint-Simon, en direction sud.

### Situation
Au bord de la baie Saint-Simon. Le village comporte deux principaux hameau, soit Saint-Simon Centre, à l'embouchure du ruisseau à Brideau, et Haut Saint-Simon, dans les terres au sud-est de ce dernier.
Au nord-ouest du village, la rivière Saint-Simon se déverse dans la baie.
Saint-Simon est généralement considéré comme faisant partie de l'Acadie.

### Géologie
Le sous-sol de Saint-Simon est composé principalement de roches sédimentaires du groupe de Pictou datant du Pennsylvanien (entre 300 et 311 millions d'années).

## Histoire
Royaume de Grande-Bretagne (1763-1801)

 Royaume-Uni de Grande-Bretagne et d'Irlande (1801-1867)

### Origines
Selon ce que rapporte Donat Robichaud, la région est visitée par des pêcheurs Normands et Bretons dès la fin du XIIIe siècle. Les Bretons sont en fait bien établis avant 1536. Les Basques chassent la baleine en Europe à partir du XIIe siècle ou plus tôt mais, à la suite de l'effondrement de la population de ces cétacés, commencent à les chasser au sud du Labrador au XVIe siècle, en plus de pêcher la morue. Ces pêcheurs viennent surtout du Pays basque espagnol mais ceux du Pays basque français deviennent de plus en plus nombreux. Ils sont déjà bien installés vers 1540. Contrairement à une idée répandue, ils n'ont pas chassés la baleine de plus en plus loin jusqu'à atteindre l'Amérique mais s'y sont rendus directement. Vers 1632, les pêcheurs de morue basques se déplacent dans des endroits plus reculés, dont Caraquet, Paspébiac et Shippagan, notamment pour éviter les attaques des Inuits et des pirates anglais ou danois, mais aussi à cause de la baisse de la population de baleine et de l'ouverture de la pêche au Svalbard. La pêche basque dans la région dure sans encombre jusque vers la fin du XVIIe siècle.
Le 17 août 1693, le Conseil souverain donne la concession de Pokemouche à Philippe Hesnault, de Nipisiguit, lui ajoutant trois lieues de largeur de chaque côté de la vallée, pour un total de huit lieues par quatre, un territoire qui inclut le site de Saint-Simon. Michel Degrez, qui possédait auparavant la seigneurie, devait 200 livres à Hesnault, ce qui explique probablement cette décision. Hesnault ne s'établit pas sur les lieux et d'autres marchands en profitent pour chasser sur ses terres. Il porte plainte au Conseil et obtient gain de cause le 30 août 1705 contre le directeur général de la Compagnie de Mont-Louis, Jean de Clarmont. On ne sait pas avec précision ce qui est arrivé au fief de Pokemouche après la mort d'Hesnault.
À la suite de la bataille de la Ristigouche, le capitaine Saint-Simon se vit confier le commandement d'un bateau corsaire avec 47 hommes d'équipage Normands. En octobre, ils prirent en chasse un bateau britannique, qu'ils capturèrent. Ensuite, une frégate britannique les poursuivit. Ils se réfugièrent dans la baie de Saint-Simon pour échapper à la capture. Ils sabordèrent leur bateau au lieu-dit de La Chaloupe, près du hameau de Morais à Bas-Caraquet. Ne pouvant retourner à Restigouche, ils passèrent l'hiver dans la région. Au printemps 1761, Saint-Simon retourna en France, tandis qu'une partie de son équipage s'établit à Caraquet et Bas-Caraquet. Selon d'autres sources, les corsaires auraient accosté à Saint-Simon en premier. Certains fondèrent plus tard le village de Saint-Simon.

### XXesiècle

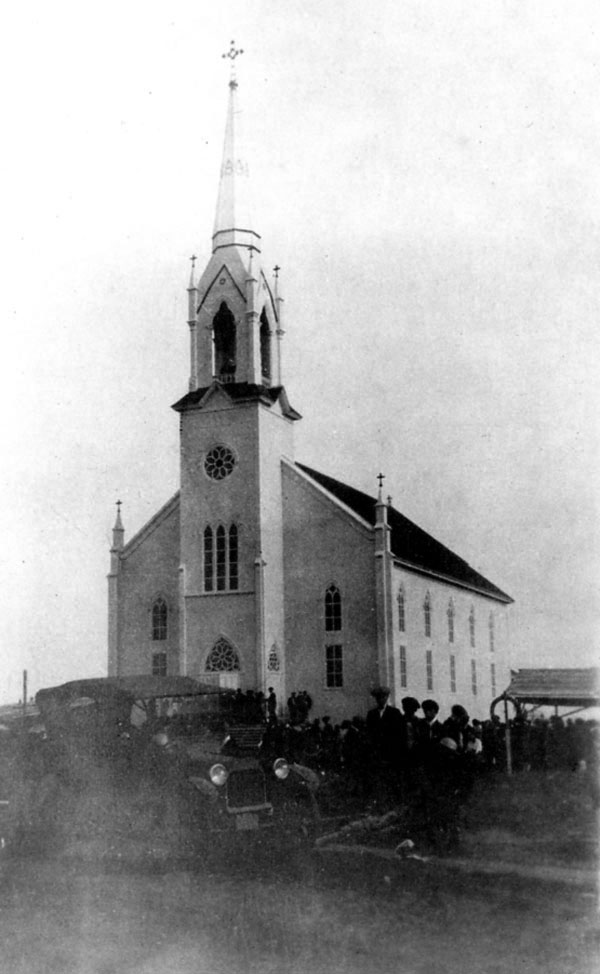
L'église Saint-Simon en 1930.

L'économie du village est essentiellement basée sur la pêche de la fin du XIXe siècle aux années 1950, lors de l'introduction des chalutiers. Quatre pêcheurs se noient lors de la tempête du 12 juillet 1918. La caisse populaire de Saint-Simon est fondée en 1939. Une coopérative de pêcheurs est fondée dans les années 1940 mais n'a pas de succès à cause du déclin de l'industrie. La coopérative de consommation est fondée en 1945 et a plus de succès.
La salle paroissiale est inaugurée durant les années 1930 ou 1940.
L'école de Saint-Simon ouvre ses portes en 1956.
L'usine de transformation du poisson Pêcheries GEM est fondée en 1983.
En mai 1997, des émeutes se déroulent à Saint-Simon (voir Émeutes de Saint-Sauveur et Saint-Simon).
La caisse populaire ferme ses portes le 26 avril 2012.

### XXIesiècle
Saint-Simon est l'une des localités organisatrices du IVe Congrès mondial acadien, en 2009.

## Chronologie municipale

Évolution territoriale de la paroisse de Caraquet après 1966.

1762 : Fondation de Saint-Simon en Acadie dans la Nouvelle-France.
1763 : Annexion de Saint-Simon au comté de Sunbury en Nouvelle-Écosse dans l'Amérique du Nord britannique.
1784 : Constitution du comté de Sunbury en la province du Nouveau-Brunswick. Saint-Simon est maintenant compris dans le comté de Northumberland.
1786 : Érection de la paroisse d'Alnwick, comprenant Saint-Simon, dans le comté de Northumberland.
1814 : Érection de la paroisse de Saumarez, dont Saint-Simon fait partie, dans la paroisse d'Alnwick.
1831 : Érection de la paroisse de Caraquet, dont Saint-Simon fait partie, dans la paroisse de Saumarez.
1851 : La paroisse de Shippagan se détache de la paroisse de Caraquet.
1897 : Érection de la paroisse de Paquetville à partir de portions des paroisses de Caraquet et d'Inkerman.
1961 : Constitution de la ville de Caraquet dans la paroisse de Caraquet.
1966 : La municipalité du comté de Gloucester est dissoute et le DSL de la paroisse de Caraquet est créé. Les villages de Bas-Caraquet et Bertrand et les DSL de Pokesudie, Saint-Simon et Village-Blanchard sont constitués dans la paroisse de Caraquet,.

## Démographie

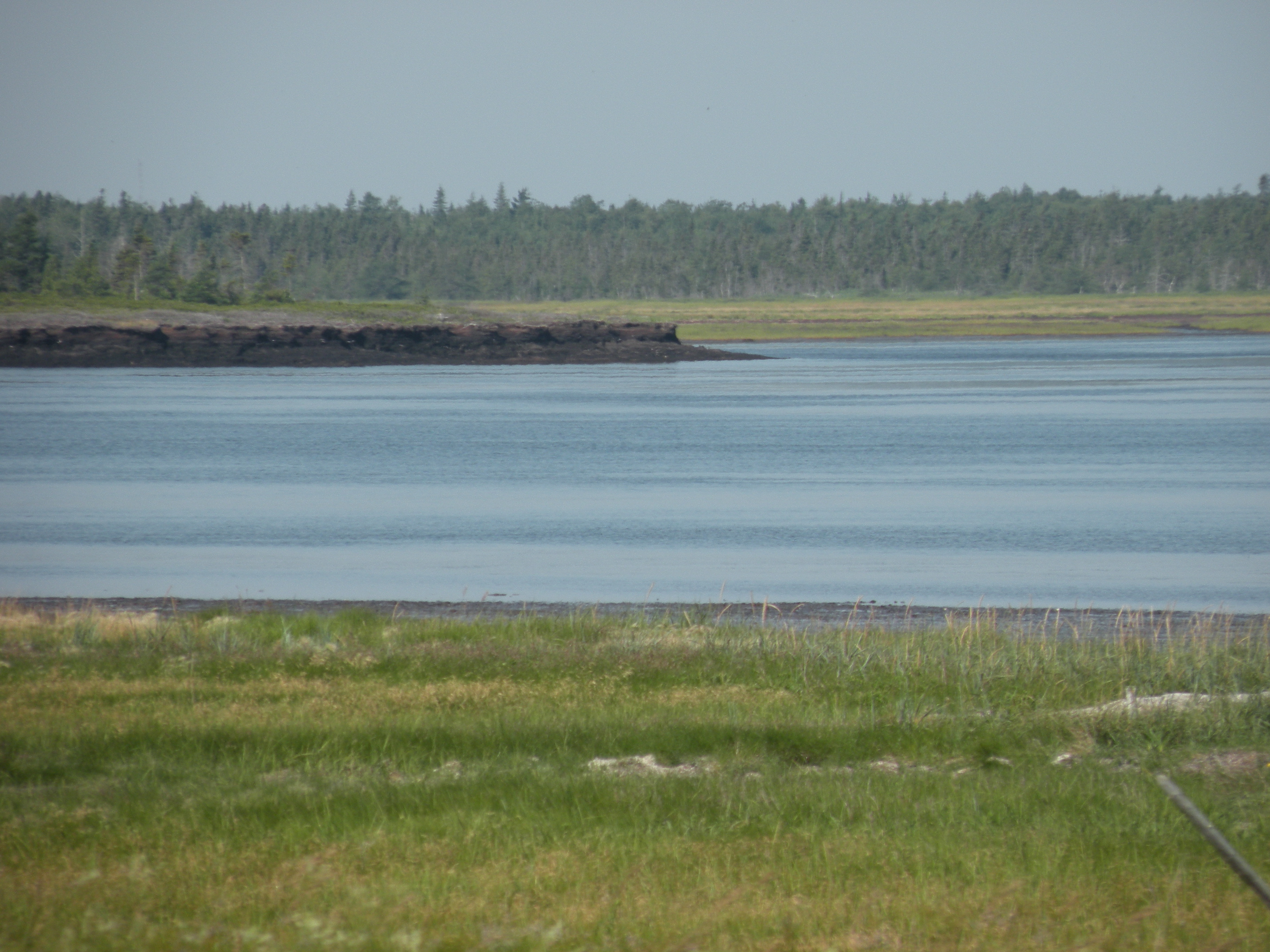
Les falaises de tourbe de Saint-Simon.

D'après le recensement de Statistique Canada, il y a 760 habitants en 2006, comparativement à 816 en 2001, soit une baisse de 6,9 %. Il y a 329 logements privés, dont 303 occupés par des résidents habituels. Le village a une superficie de 17,95 km2 et une densité de population de 42,3 habitants au kilomètre carré.
Le recensement de 2011 indique que la population de Saint-Simon s'élève à 724 habitants et que la densité est de 40,3 habitants au kilomètre carré.
En 2021, Saint-Simon compte 648 habitants contre 700 en 2016, soit une baisse de 7,4 %. Sa densité de population est alors portée à 35,8 habitants au kilomètre carré.

## Administration

### Comité consultatif
En tant que district de services locaux, Saint-Simon est administré directement par le Ministère des Gouvernements locaux du Nouveau-Brunswick, secondé par un comité consultatif élu composé de cinq membres dont un président.
| Période                                  | Période  | Identité           | Étiquette | Qualité |
| ---------------------------------------- | -------- | ------------------ | --------- | ------- |
| 2021                                     | En cours | Jean-Claude Doiron |           |         |
| 200?                                     | 2021     | Pius LeBouthillier |           |         |
| 199?                                     | 200?     | Hédard Albert      |           |         |
| Les données manquantes sont à compléter. |          |                    |           |         |

### Commission de services régionaux
Saint-Simon fait partie de la Région 4, une commission de services régionaux (CSR) devant commencer officiellement ses activités le 1er janvier 2013. Contrairement aux municipalités, les DSL sont représentés au conseil par un nombre de représentants proportionnel à leur population et leur assiette fiscale. Ces représentants sont élus par les présidents des DSL mais sont nommés par le gouvernement s'il n'y a pas assez de présidents en fonction. Les services obligatoirement offerts par les CSR sont l'aménagement régional, l'aménagement local dans le cas des DSL, la gestion des déchets solides, la planification des mesures d'urgence ainsi que la collaboration en matière de services de police, la planification et le partage des coûts des infrastructures régionales de sport, de loisirs et de culture; d'autres services pourraient s'ajouter à cette liste.

### Fusion à venir
Le DSL doit être fusionnée à Caraquet avec plusieurs autres localités (Bas-Caraquet, Évangéline, Landry, Pokemouche, Pokesudie et Village-Blanchard) d'ici janvier 2023, à la suite de la présentation du Livre blanc de la réforme municipale, en novembre 2021. Cette nouvelle entité comprendra une population estimée à 7893 habitants, et une assiette fiscale de 592 732 262$.

### Représentation
Nouveau-Brunswick: Saint-Simon fait partie de la circonscription de Caraquet, qui est représentée à l'Assemblée législative du Nouveau-Brunswick par Hédard Albert, du Parti libéral. Il fut élu en 2003 puis réélu en 2008 et en 2010.
 Canada: Saint-Simon fait partie de la circonscription fédérale d'Acadie-Bathurst. Cette circonscription est représentée à la Chambre des communes du Canada par Yvon Godin, du NPD. Il fut élu lors de l'élection de 1997 contre le député sortant Doug Young, en raison du mécontentement provoqué par une réforme du régime d’assurance-emploi.

## Économie

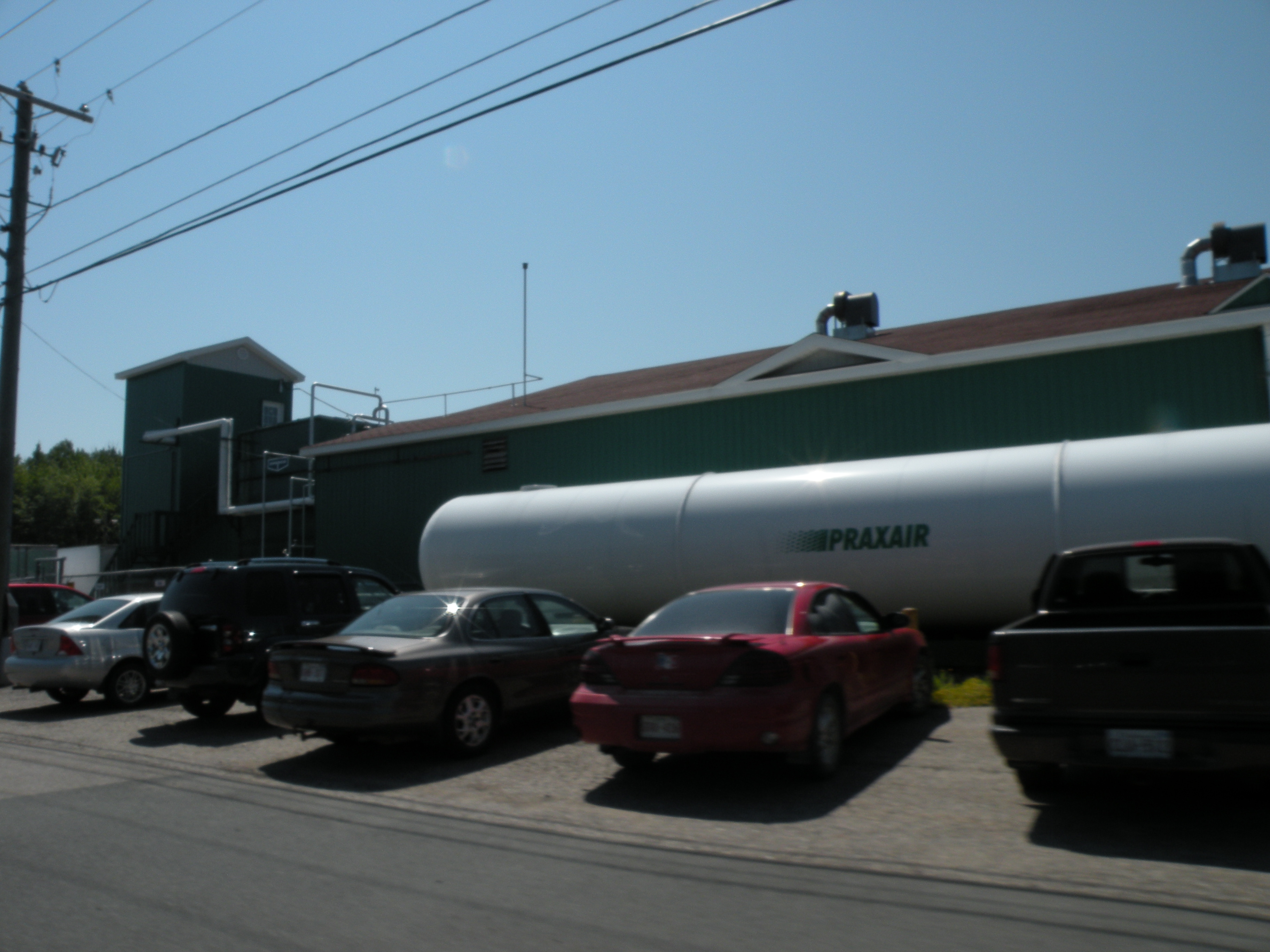
Bolero Sellfish Processing.

La plupart des gens travaillent au village ou à proximité.
Bolero Sellfish Processing (anciennement Les Pêcheries G.E.M. Ltée) a démarré son usine de traitement de poissons à Saint-Simon en 1985 et y fait la préparation et l'exportation de viande de homard et de concombre de mer. La compagnie emploie des personnes de la région ainsi que different immigrants du Mexique, Allemagne etc depuis plusieurs années.
L'industrie touristique crée aussi quelques emplois dans la région dont le Musée des Épaves de Saint-Simon 
De nombreux emplois sont disponibles dans le commerce, l'industrie de la pêche, la fabrication et la fonction publique dans la ville voisine de Caraquet.
Entreprise Péninsule, un organisme basé à Tracadie-Sheila faisant partie du réseau Entreprise, a la responsabilité du développement économique de la région.

## Vivre à Saint-Simon

### Éducation

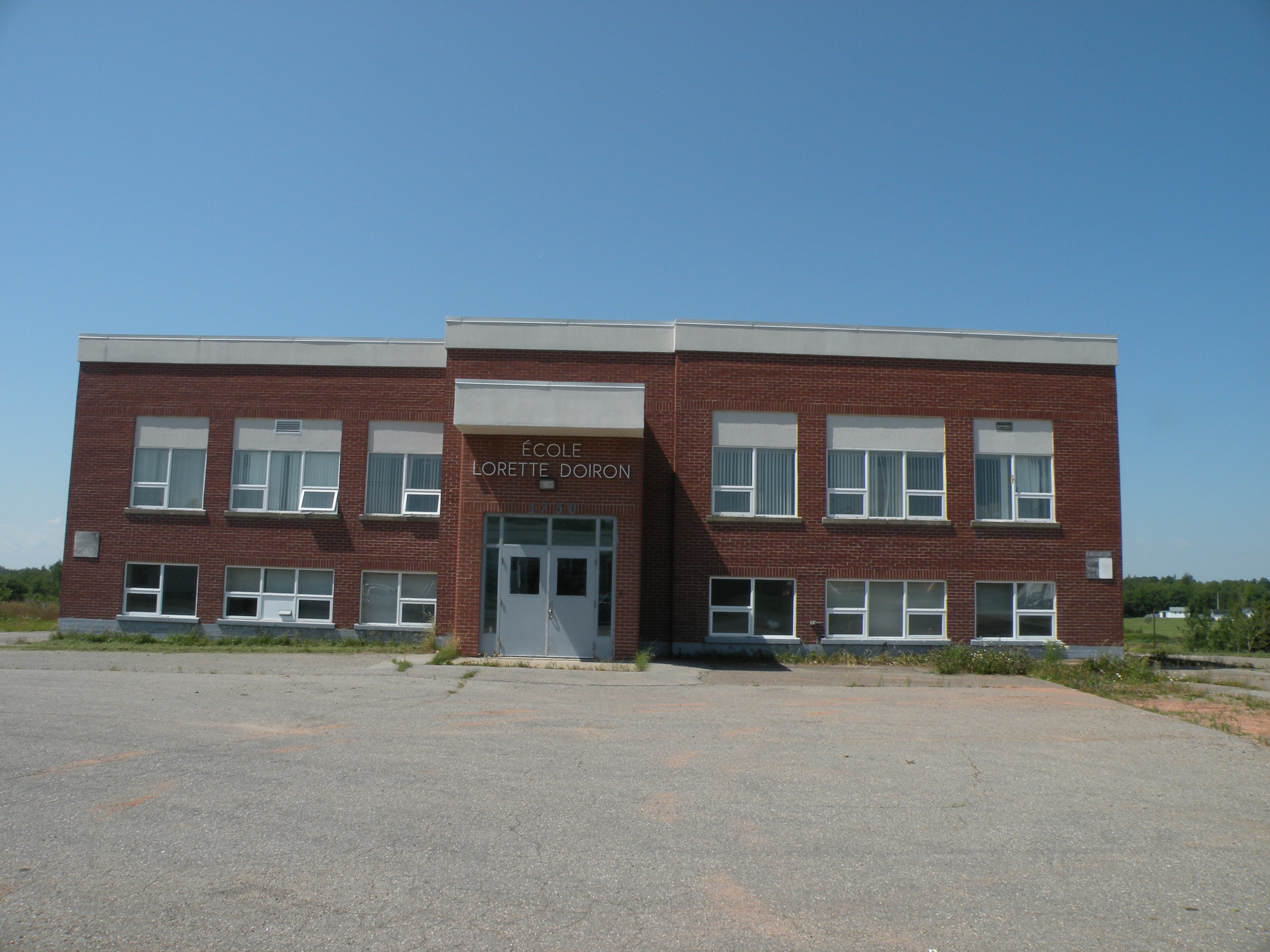
L'école Lorette-Doiron.

Depuis la fermeture de l'école Lorette-Doiron à la fin des années 90  et depuis les élèves francophones bénéficient des écoles de Caraquet telles que Marguerite-Bourgeoie et la Polyvalente Louis-Mailloux.

### Autres services publics
Saint-Simon est desservi par la route 335, et la route 11 se trouve à proximité. Il y a également un sentier passant à l'ouest du village. Celui-ci suit le tracé de l'ancien chemin de fer Caraquet & Gulf Shore, et sera probablement reconverti pour le futur Acadian Railway.
Le village vit actuellement un problème d'alimentation en eau. De nombreux puits sont à sec, sont trop salés ou contiennent trop de fer et de manganèse. Selon le président du DSL, la cause serait l'assèchement de deux ou trois lacs dans la plaine de Shippagan entre Évangéline et le village. La construction d'un réseau d'aqueduc et le raccordement à celui de Caraquet est à l'étude. La construction d'une caserne de pompiers est projetée. La population est en fait dépendante des localités voisines, notamment Caraquet, pour la majeure partie des services. Le bureau de poste et le détachement de la Gendarmerie royale du Canada les plus proches sont d'ailleurs situés à Caraquet. Cette ville dispose également d'un poste d'Ambulance Nouveau-Brunswick et de l'hôpital de l'Enfant-Jésus.
Existant depuis le 20 juillet 1995, la Commission de gestion des déchets solides de la Péninsule acadienne (COGEDES) a son siège-social à Caraquet. Les déchets sont transférés au centre de transbordement de Tracadie-Sheila et les matières non-recyclables sont ensuite enfouies à Allardville.
Les francophones bénéficient du quotidien L'Acadie nouvelle, publié à Caraquet, ainsi que de l'hebdomadaire L'Étoile, de Dieppe. Les anglophones bénéficient quant à eux du quotidien Telegraph-Journal, publié à Saint-Jean.

## Culture

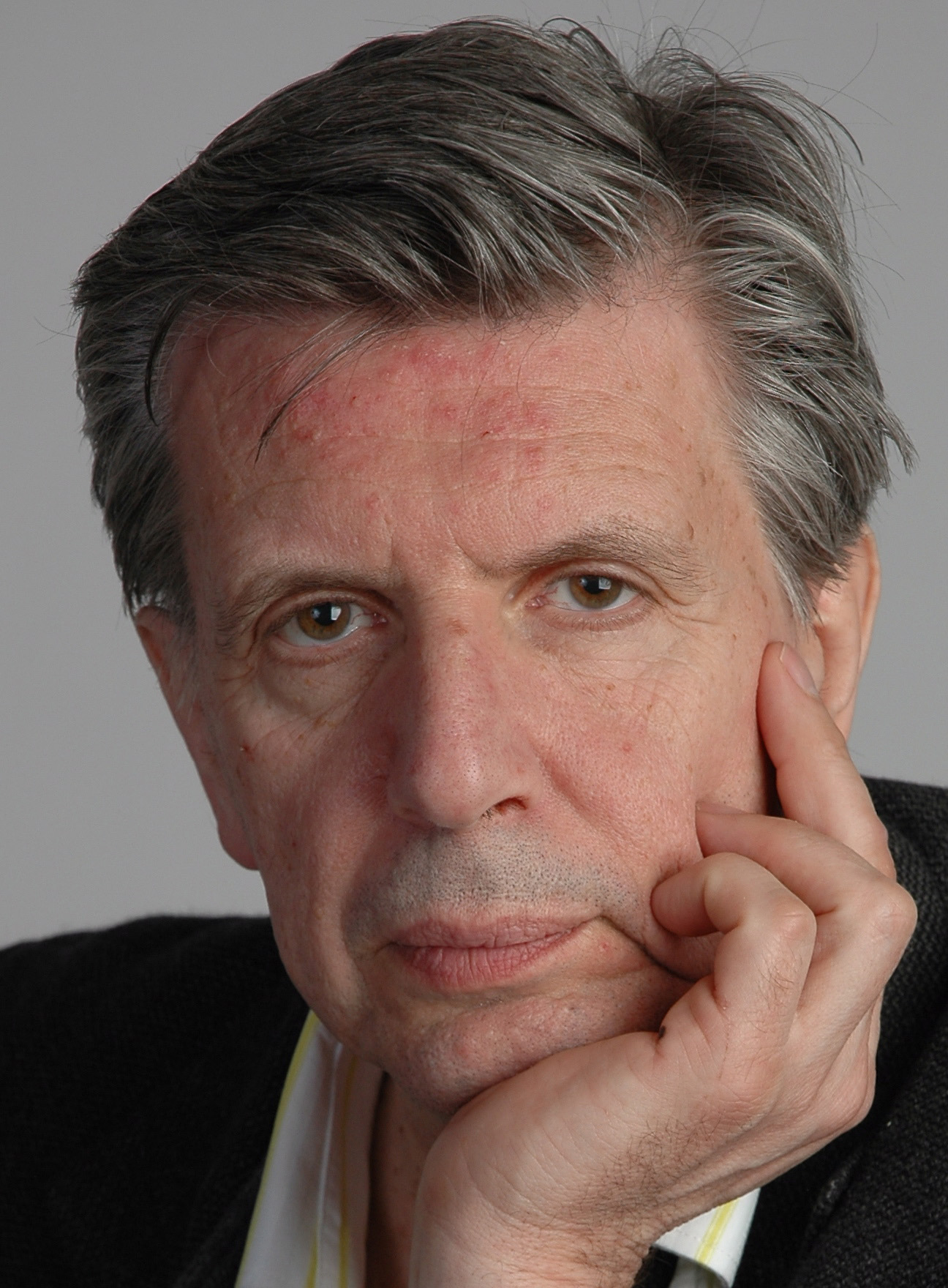
Herménégilde Chiasson

### Personnalités liées à Saint-Simon
- Hédard Albert, politicien ;
- Herménégilde Chiasson (né en 1946), artiste multidisciplinaire, lieutenant-gouverneur du Nouveau-Brunswick ;
- Réjean Hébert, journaliste et auteur, né à Saint-Simon.

### Architecture et monuments

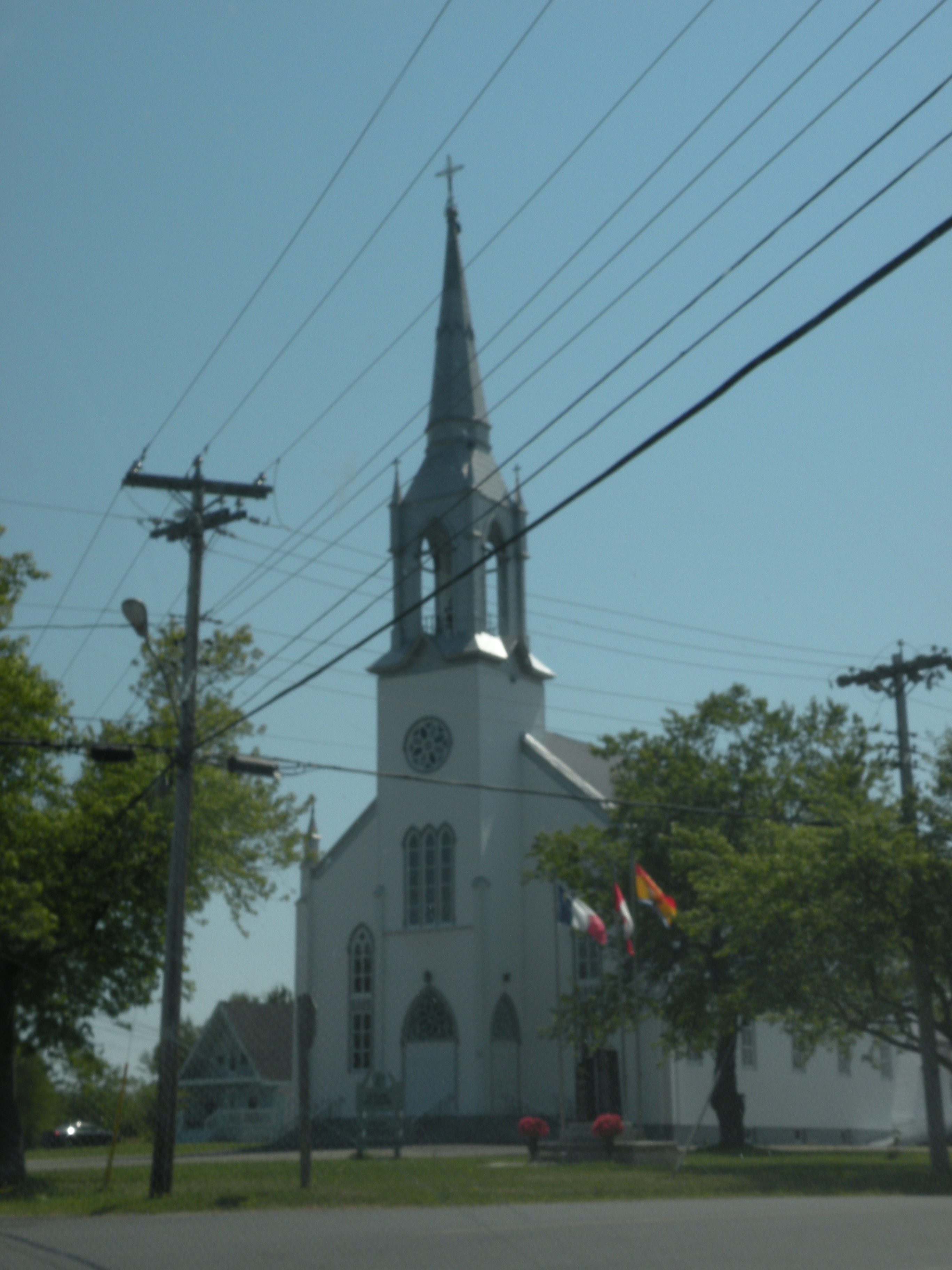
L'église Saint-Simon.

L'église Saint-Simon est la plus grande église de bois du Nouveau-Brunswick.
La première église catholique de Saint-Simon fut construite en 1911 sur des terres données par Thomas Mallet. Le premier prêtre fut Joseph Le Roy, qui desservit la paroisse jusqu'en 1914. À ce moment, Léonce Marsoliau devint le nouveau prêtre et dirigea en 1917 la construction de l'église actuelle.
Un cénotaphe situé face à l'église et inauguré en 1982 rappelle la mémoire de quatre soldats originaires du village morts au champ d'honneur: Roméo M. Hébert, Livain F. Hébert, Jean-Paul T. Doiron et Joseph T. Chiasson.

### Fêtes

#### Festival des Coques
Le festival des coques se déroule à chaque année depuis 1976. L'une des principales activités est la cérémonie dans laquelle le Capitaine Saint-Simon débarque au village avec ses corsaires. En 2016, le festival des coques célébra sa 40e année d'existence.

#### Carnaval Boule de Neige
Le Carnaval Boule de Neige se déroule aussi à chaque année depuis 2003 durant la première semaine du mois de mars. On retrouve diverses activités pour jeune et adulte ainsi qu'une royauté (Reine, Mini-Roi, Mini reine et Mini-Princesse). L'activité principale de ce carnaval se trouve être la cérémonie du Bal de la reine. Ce carnaval cessa ses activités en 2013, après 10 ans.

### Sport
En 2006, le club de boxe de la péninsule acadienne a été implanté à Saint-Simon.